# Confiance en la monnaie
La confiance en la monnaie est la confiance des agents économiques en la valeur de la devise qu'ils utilisent. Le maintien de la confiance en la monnaie est généralement une des missions des banques centrales.

## Concept
La monnaie peut détenir une valeur intrinsèque par le biais de la valeur du métal qu'elle renferme. Toutefois, la plupart des devises modernes ne tirent pas leur valeur du métal qui est utilisé pour créer les pièces, ou par la valeur du papier-monnaie (billets de banque). Dans ce cas, la monnaie ne dispose pas d'une valeur intrinsèque. Sa valeur repose par conséquent sur la confiance qu'elle inspire aux autres agents économiques, qui sont dans ce cas prêts à accepter la devise contre des biens et services. Ainsi, Charles Rist écrit, en 1938, « accepter un billet, c'est faire confiance à une banque inconnue, dont le crédit n'est apprécié que par ouï-dire. De là le besoin d'unité du billet de banque qui a fini par triompher de toutes les résistances et par impose partout l'unité de la banque d'émission ». Dans Philosophie de l'argent, Georg Simmel écrit que « la possession de l'argent traduit ainsi la confiance dans l'organisation et l'ordre étatico-social ».
Le rôle de battre monnaie a été très tôt un droit régalien, comme remarqué par Jean Bodin dans les Six Livres de la République. La monnaie est ainsi une institution dans le sens où elle est instituée par la confiance en l’État, qui lui confère cours légal. La valeur dans une monnaie comme moyen de transaction est liée au pouvoir libératoire dont la monnaie dispose ; ce pouvoir est reconnu par l’État et impératif dans le cas où la loi confère à la monnaie en question cours légal. Le soutien de la puissance publique ne signifie toutefois pas dans le cas où la population n'a plus confiance en la monnaie. Les banques centrales disposent souvent, dans leur mandat, d'une mission de veille de la confiance en la monnaie. 
La perte de confiance en la monnaie peut avoir plusieurs conséquences. La première est l'inflation, à savoir la perte de valeur généralisée de la monnaie. Dans ce cas, les agents doivent amasser plus de devises pour pouvoir payer le même bien, afin de compenser la perte de valeur de la monnaie. La deuxième est l'abandon de la monnaie par les agents économiques et l'adoption d'autres moyens d'échange (dollarisation). 
Michel Aglietta fait partie des principaux économistes spécialistes de la confiance en la monnaie. Dans une publication de 1998, il identifie avec ses co-auteurs trois formes de confiance en la monnaie : méthodique, hiérarchique et éthique. La confiance méthodique relève de l'observation par chacun de son pouvoir libératoire, là où la dimension hiérarchique a trait à la crédibilité inspirée par la banque centrale qui la gère. La dimension éthique, enfin, renvoie à une adhésion sociale généralisée au projet éthique porté par la monnaie.
Le développement de la blockchain et son application aux transactions monétaires est souvent relié à la question de la confiance en la monnaie.